# Windmotor Hooidamsloot
De Windmotor Hooidamsloot, ook wel aangegeven als Windmotor Eernewoude 2 is een poldermolen nabij het Friese dorp Eernewoude. De molen zelf staat op het grondgebied van het dorp Wartena.
De molen, waarvan het bouwjaar onbekend is, is een middelgrote Amerikaanse windmotor met een windrad van 18 bladen. De molen staat ongeveer anderhalve kilometer ten zuiden van Eernewoude op de westelijke oever van de Hooidamsloot. De windmotor is niet te bezichtigen. In 2009 is de herbouwd, onduidelijk of dat om een nieuwe molen ging of dat het om een opgeknapte versie gaat.